# یانگ ییلین
یانگ ییلین (به انگلیسی: Yang Yilin) (زاده ۱۹۹۲ میلادی) ژیمناست اهل چین است.